# Stilpon tyconyx
Stilpon tyconyx är en tvåvingeart som beskrevs av Meg S. Cumming 1992. Stilpon tyconyx ingår i släktet Stilpon och familjen puckeldansflugor. Inga underarter finns listade i Catalogue of Life.